# Paragraf 148 – Kara śmierci
Paragraf 148 – Kara śmierci – cykl dokumentalny emitowany w TVP2 w latach 2001 – 2002. W każdym odcinku przedstawiano sprawy kryminalne w Polsce, w których zapadały wyroki śmierci.
Tytuł cyklu nawiązuje do artykułu 148 Kodeksu karnego z 1969 roku, przewidującego odpowiedzialność karną za zbrodnię zabójstwa w postaci kary pozbawienia wolności od 8 lat do 25 lat, a w szczególnych przypadkach karę śmierci. Część wyroków śmierci za zbrodnie popełnione przed 1 stycznia 1970 zapadła na mocy art. 225 Kodeksu karnego z 1932 roku.

## Lista odcinków
Wyprodukowano i wyemitowano 22 odcinki (w tym jeden w dwóch częściach).
|    | Tytuł odcinka             | Skazany                                                                          | Uwagi |
| -- | ------------------------- | -------------------------------------------------------------------------------- | --- |
| 1  | Skorpion                  | Paweł Tuchlin                                                                    | |
| 2  | Zapałczany łepek          | Janusz Kulmatycki                                                                | Skazany za zastrzelenie jednego i postrzelenie drugiego policjanta w 1993 |
| 3  | Maturzysta                | Karol Kot                                                                        | |
| 4  | Mięso                     | Stanisław Wawrzecki (tzw. afera mięsna)                                          | |
| 5  | Nie zabiłem               | Grzegorz Płociniak                                                               | Skazany na 25 lat za zabójstwo konkubiny w 1980, podczas przepustki z zakładu karnego. W 1992 zabił w Olsztynie znajomego lekarza i jego żonę; skazany na dożywocie. |
| 6  | Wampir z Gałkówka         | Stanisław Modzelewski                                                            | |
| 7  | Mazur                     | Eugeniusz Mazur                                                                  | |
| 8  | Mordownia                 | Jan Dąbrowski i Jan Wołyniec                                                     | |
| 9  | Zakrzewscy                | Józef, Czesław i Adam Zakrzewscy                                                 | |
| 10 | Nauczyciel                | Mariusz Trynkiewicz                                                              | |
| 11 | Wśród nocnej ciszy        | Jan Sojda, Józef Adaś, Jerzy Socha, Stanisław Kulpiński (tzw. sprawa połaniecka) | |
| 12 | Pętlarz                   | Krzysztof Plewa                                                                  | Skazany na 25 lat więzienia za wielokrotne napady i podduszanie kobiet, zmarł w zakładzie karnym. |
| 13 | Normalny człowiek był...  | Ryszard Sobok                                                                    | |
| 14 | Pan Władysław             | Władysław Mazurkiewicz                                                           | |
| 15 | Sprawa Bielaja cz. 1      | Zygmunt Bielaj (Iwan Ślezko)                                                     | Skazany za uprowadzenie w 1970 płockiej lekarki; ponadto przyznał się do kilku zabójstw, które uległy już przedawnieniu. |
| 16 | Sprawa Bielaja cz. 2      | Zygmunt Bielaj (Iwan Ślezko)                                                     | |
| 17 | Wampir z Katowic          | Zdzisław Marchwicki                                                              | |
| 18 | Brat mordercy             | Jan Marchwicki                                                                   | |
| 19 | Dziecięcy krzyk           | Henryk Dębski                                                                    | |
| 20 | Przypadkowi mordercy      | Janusz Dębiński i Konstanty Feder                                                | |
| 21 | Kryptonim „Frankensthein” | Joachim Knychała                                                                 | |
| 22 | Aula                      | Ryszard Kowalczyk i Jerzy Kowalczyk                                              | |
| 23 | Moruś                     | Henryk Moruś                                                                     | Odcinek stanowi tzw. lost media. Nie udało się go zarchiwizować w internecie, przez co nie jest on publicznie dostępny. Zachowały się jedynie ślady potwierdzające istnienie odcinka, m.in. archiwalne spisy programów telewizyjnych czy artykuł w portalu Nasze Miasto. |